# Оспедале ди Сопра (Болоња)
Оспедале ди Сопра (итал. Ospedale di Sopra) је насеље у Италији у округу Болоња, региону Емилија-Ромања.
Према процени из 2011. у насељу је живело 9 становника. Насеље се налази на надморској висини од 224 м.